# Disturbios de Xinhai en Lhasa de 1912
Los disturbios de Xinhai en Lhasa de 1912 (en tibetano: ཆུ་བྱི་དམག་འཁྲུག་, wylie: chu byi dmag 'khrug; en chino tradicional, 辛亥拉薩動亂) fue un choque étnico en Lhasa, Tíbet, así como una serie de motines que siguieron al Levantamiento de Wuchang. En la práctica, resultó en el fin del gobierno Qing en el Tíbet.

## Trasfondo
El levantamiento de Wuchang se produjo el 10 de octubre de 1911 y marcó el comienzo de la Revolución Xinhai. Los disturbios en las regiones fronterizas de China comenzaron a extenderse.: 58–59  Los revolucionarios liderados por Sun Yat-sen insistieron en "deshacerse de los tártaros" y rechazaron a los manchúes, creando un nuevo gobierno basado completamente en la China propiamente dicha dominada por los Han.

## Disturbios
La influencia del Levantamiento de Wuchang se extendió rápidamente a la región fronteriza. Los ejércitos Qing en el Tíbet terminaron luchando entre sí y, como resultado, el Tíbet cayó en un estado de anarquía. En el invierno de 1911, el gobernador Qing de Sichuan, Zhao Erfeng, fue ejecutado por radicales y la situación empeoró cuando Xikang también cayó en el caos. Como resultado, el Dalai Lama pudo eliminar la influencia Qing en el Tíbet y regresar como el único administrador de la región. El ejército Qing en el Tíbet no pudo resistir a las fuerzas del Dalai Lama y huyó de regreso al interior de China a través de la India.: 59 